# Uroplatus sikorae
Uroplatus sikorae là một loài thằn lằn trong họ Gekkonidae. Loài này được Boettger mô tả khoa học đầu tiên năm 1913.

## Hình ảnh

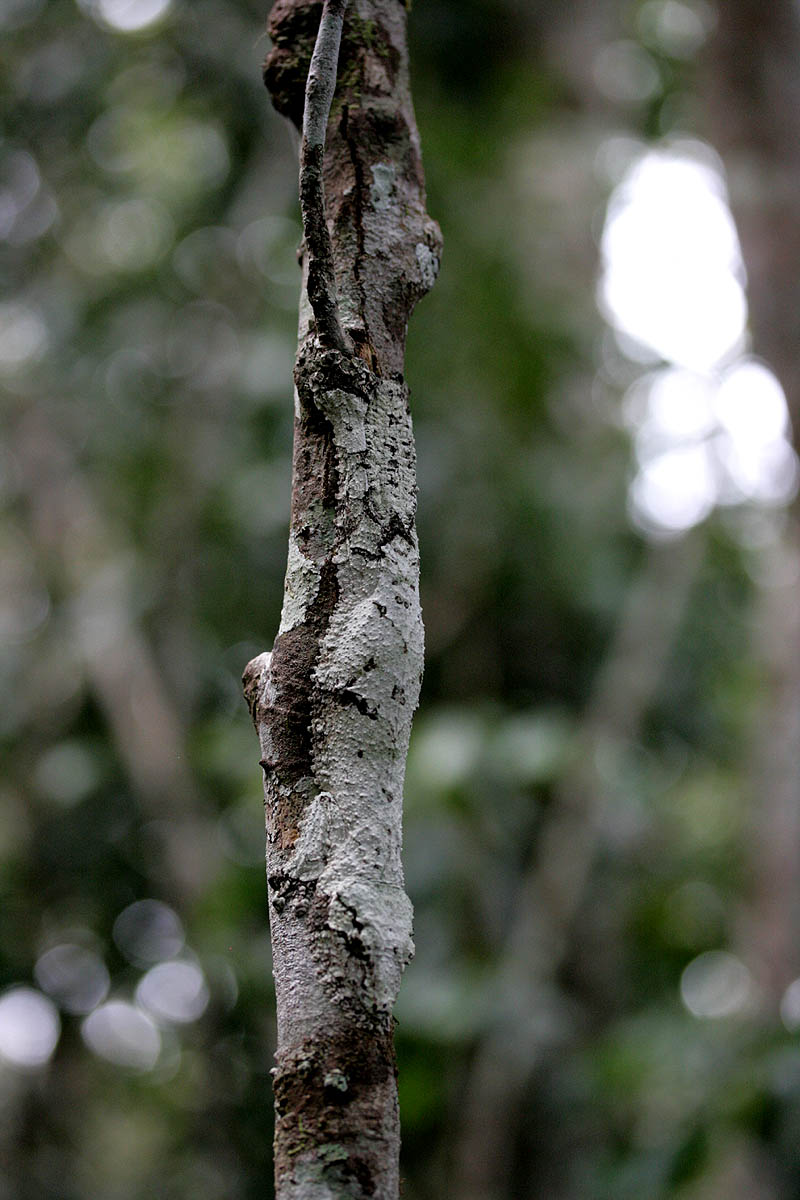
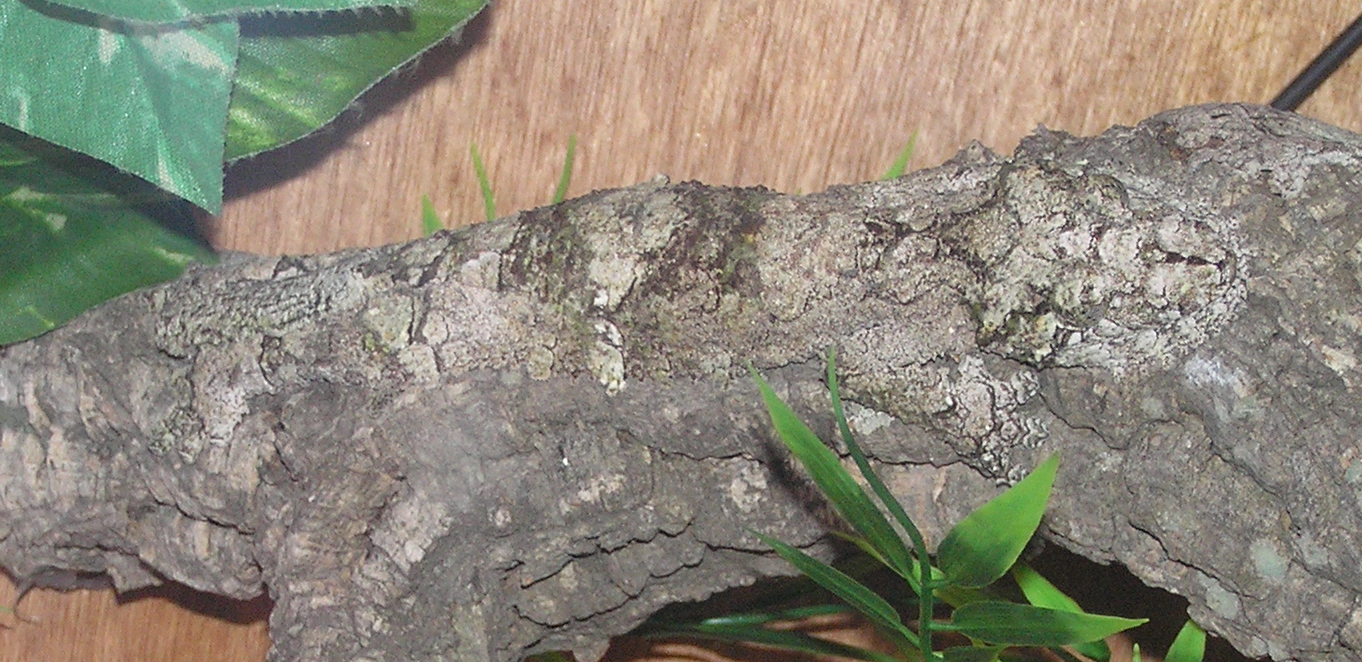
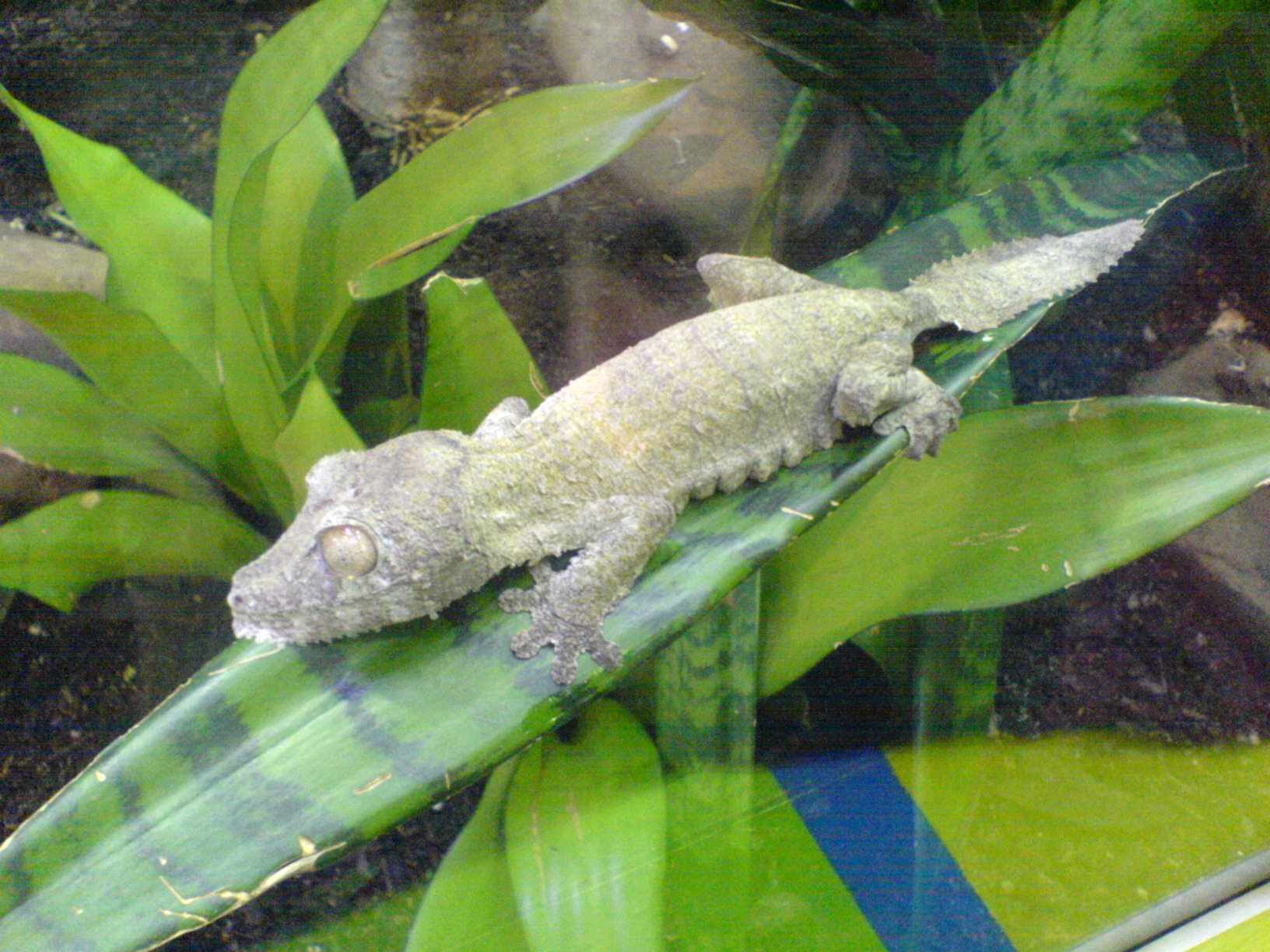
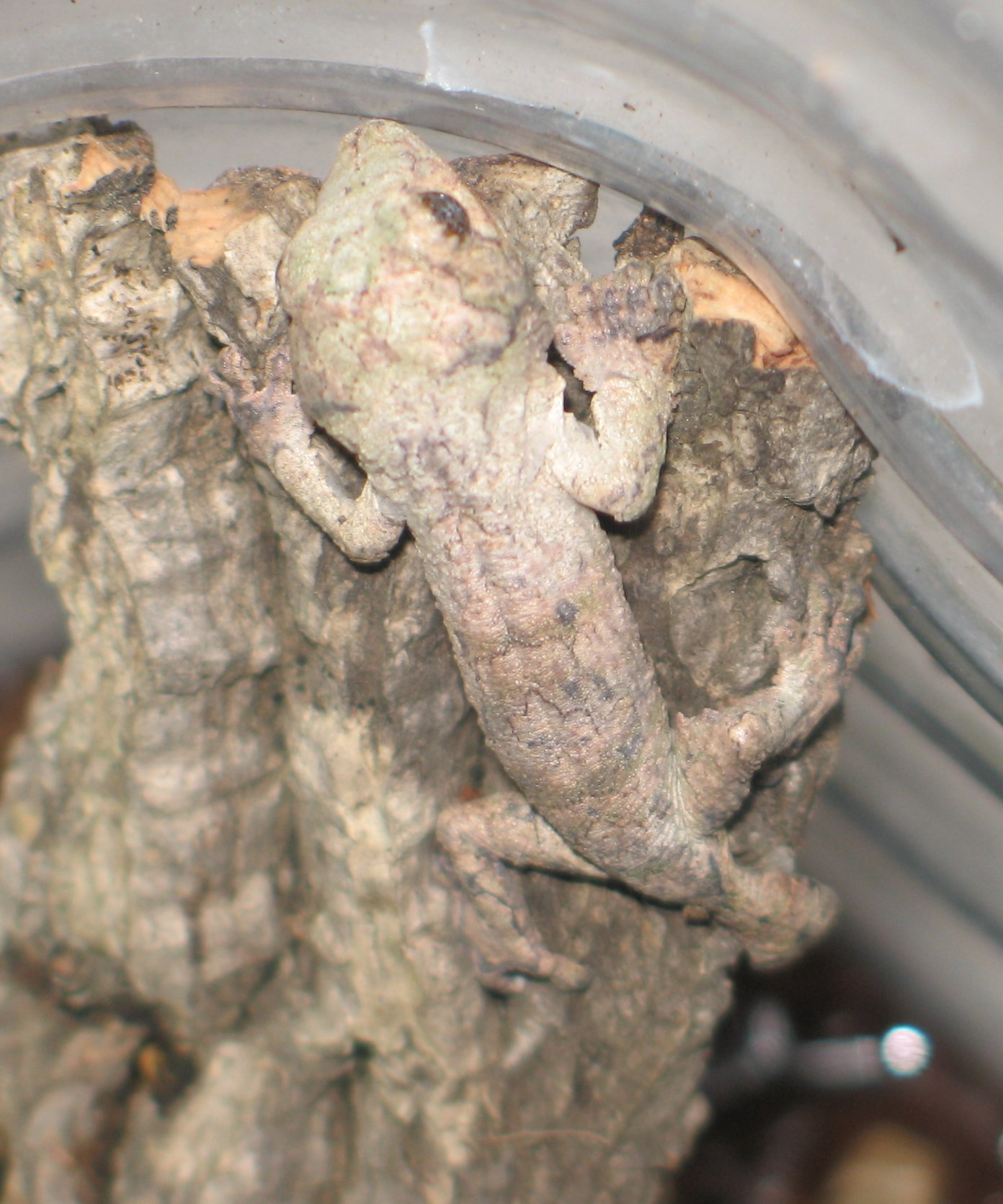